# Dieter Overdieck
Dieter Overdieck (geboren 25. November 1943 in Bad Honnef) ist ein deutscher Botaniker (Pflanzenökologe) und emeritierter Hochschullehrer am Institut für Ökologie der Technischen Universität Berlin.

## Leben
Dieter Overdieck studierte Biologie und Chemie für das höhere Lehramt an Gymnasien an der Universität Bonn und promovierte dort 1975 am ehemaligen Institut für Landwirtschaftliche Botanik zum Thema „Gehaltsschwankungen von Inhaltsstoffen bei Sonnen- und Schattenblättern“. Nach dem Wechsel an die Technische Universität Berlin (TU Berlin) habilitierte er sich dort 1979 mit dem Thema „Wirkungen der sichtbaren Strahlung auf CO2-Gaswechsel und Transpiration höherer Landpflanzen“. Danach arbeitete er als Akademischer Rat/Oberrat, Privatdozent und später als außerplanmäßiger Professor an der Universität Osnabrück in der Abteilung (ehemals Fachgebiet) Ökologie. Im Jahr 1990 wurde er zum Professor für das Fachgebiet „Ökologie der Gehölze“ an das Institut für Ökologie der Technischen Universität in Berlin berufen. Seine akademischen Lehrer waren Werner Kausch, Reinhard Bornkamm, Boyd Strain und Helmut Lieth.
Dieter Overdieck ist verwitwet und hat drei Kinder.

## Forschungsschwerpunkt
Als einer der Pioniere auf diesem Gebiet begann Dieter Overdieck bereits 1979 mit experimentellen Forschungsarbeiten zur Wirkung des atmosphärischen CO2-Konzentrations- und Temperaturanstieges auf Gehölze und krautige Pflanzen und Gehölze (Globale Erwärmung). Er war an mehreren internationalen, von der EU geförderten Forschungsprojekten zu diesem Themenbereich beteiligt.

## Sonstige Tätigkeiten
Dieter Overdieck war Herausgeber für den Bereich „Plants“ im Journal of Biometeorology und Vorsitzender der Arbeitsgruppe „Experimentelle Ökologie der Pflanzen“ der Gesellschaft für Ökologie (Österreich, Schweiz, Deutschland) von 1997 bis 2001.
Von 1992 bis 2008 war er Vorsitzender der Prüfungsausschüsse der Studiengänge in den Bereichen Landschaftsarchitektur und Landschaftsplanung an der TU-Berlin.
Dieter Overdieck ist ehrenamtlich als Gutachter für verschiedene naturwissenschaftliche Zeitschriften tätig (Forests, Tree Physiology, Symmetry etc.).

## Bücher
Zusammen mit Gerd Esser hat er 1991 das Werk Modern ecology: basic and applied aspects herausgegeben.

## Werke (Auswahl)
Dieter Overdieck ist Autor von zahlreichen pflanzenökologischen Publikationen.
- W. Kausch und D. Overdieck (1974): Schwankungen im Trockensubstanz-und Rohproteingehalt bei Sonnen- und Schattenblättern der Blutbuche (Fagus sylvatica l. cv. Atropunicea). Oecol. Plant, 9, 29 – 35.
- D. Overdieck (1977): Schwankungen des Trockensubstanz- und Gesamtzucker-gehaltes von unterschiedlich intensiv bestrahlten Sonnenblumenblättern (Helianthus annuus L.). Angew. Botanik, 51, 197-212.
- D. Overdieck (1978): CO2-Gaswechsel und Transpiration von Sonnen- und Schattenblättern bei unterschiedlichen Strahlungsqualitäten. Ber. Deutsch. Bot. Ges., Band 91, 633-644.
- D. Overdieck und B. R. Strain (1981): Effects of atmospheric humidity on net photosynthesis, transpiration and stomatal resistance. Hydrocotyle umbellata L. and Hydrocotyle bonariensis Lam. Int. J. Biometeor., 25, 29-38.
- D. Overdieck (1984): CO2-Gaswechsel und Transpiration von Waldschattenpflanzen bei unterschiedlichen Strahlungsqualitäten. Ber. Deutsch. Bot. Ges., Band 97, 351-357.
- D. Overdieck und D. Bossemeyer: Langzeit-Effekte eines erhöhten CO2-Angebotes auf den CO2-Gaswechsel eines Modell-Ökosystems. Angew. Botanik 59, 1985, S. 179–198.
- D. Overdieck und M. Forstreuter (1987): Langzeit-Effekte eines erhöhten CO2-Angebotes bei Rotklee-Wiesenschwingel-Gemeinschaften. Verhandl. d. Ges. f. Ökologie, Gießen 1986, XVI, 197-206.
- D. Overdieck, Ch. Reid and B. R. Strain (1988): The effects of preindustrial and future CO2² concentrations on growth, dry matter production and the C/N-relationship at low nutrient supply: Vigna unguiculata (cowpea), Abelmoschus esculentus (okra) und Raphanus sativus (radish). Angewandte Botanik 62, 119 – 134.
- D. Overdieck: Direkte Wirkungen der atmosphärischen CO2-Anreicherung auf die einheimische Vegetation (Pflanzengemeinschaften des Grünlandes und der Wälder). Verhandl. d. Ges. f. Ökologie, Osnabrück 1989, IXX/III, 1991, S. 234–268.
- D. Overdieck (1993): Elevated CO2 and the mineral content of herbaceous and woody plants. Vegetatio 104/105, 403-411.
- D. Overdieck and FORSTREUTER, M. (1994): Evapotranspiration of beech stands and transpiration of beech leaves subject to atmospheric CO22 enrichment. Tree Physiology, 14, 997-1003.
- D. Overdieck und M. Forstreuter: Stoffproduktion junger Buchen (Fagus sylvatica L.) bei erhöhtem CO2-Angebot. Verhandl. d. Ges. f. Ökologie, Frankfurt 1994, XXIV, 1995, S. 323–330.
- D. Overdieck, M. Stille und M. Forstreuter: Temperatur¬erhöhung, Anstieg der CO2-Konzentration und Länge der Vegetationsperiode (Beispiel: Buche und Bergahorn). Schr.R.f. Vegetationskunde, H. 27, 1995, S. 299–305.
- W. Kratz, F. Reining, E. Reining und D. Overdieck: Qualität und Zersetzung der Streu von Acer pseudoplatanus L. nach Wachstum bei erhöhter CO2-Konzentration. Verhandl. d. Ges. f. Ökologie, 26, 1996, S. 115–119.
- Th. Köln, M. Forstreuter und D. Overdieck: Kohlenhydrat- und Stickstoffgehalte in der Rotbuche (Fagus sylvatica L.) unter erhöhten CO2-Konzentrationen. Verh. d. Ges. f. Ökologie, 27, 1997, S. 295–301.
- H. Lee, D. Overdieck und P. G. Jarvis (1998): Biomass, growth and carbon allocation. In: JARVIS, P.G. (Hrsg.): European forests and global change: The effects of rising CO2 and temperature. Chapter 5, Cambridge University Press, 126-191
- D. Overdieck, S. Kellomäki and K. Y. Wang (1998): Do the effects of temperature and CO2 interact? In: JARVIS, P.G. (Hrsg.): European forests and global change. The likely impacts of rising CO2 and temperature. Chapter 8, Cambridge University Press, 236-273.
- D. Overdieck (2003): Effects of elevated CO2 concentration on stomatal conductance and respiration of beech leaves at darkness. In: MENCUCCINI, M., GRACE, J., MONCRIEFF, J. and MCNAUGHTON, K. (Hrsg.): Forests at the land-atmosphere interface. Wallingford, cabi-publishing, 29-35.
- D. Ziche und D. Overdieck (2004): CO2 and temperature effects on growth, biomass production, and stem wood anatomy of juvenile Scots pine (Pinus sylvestris L.). Journal of Applied Botany, 78, 120-132
- D. Overdieck und J. Strassemeyer (2005): Gas exchange of Ginkgo biloba leaves at different CO2 concentration levels. Flora, 200, 159-167.
- R. Yu, Y. Lu, X. Gao und D. Overdieck: Growth analysis of Populus euphratica trees along the former Aqikesu River. Journal of Xinjiang Normal University, Natural Sciences Edition, 27, 3 (in Chinese, contact Prof. YU , R.) 2008.
- D. Overdieck und K. Fenselau (2009): Elevated CO2 concentration and temperature effects on the partitioning of chemical components along juvenile Scots pine stems (Pinus sylvestris L.). Trees, 23, 771-786.
- D. Overdieck, H. Schmidt: Experiment zur oberirdischen Konkurrenz zwischen spätblühender Traubenkirsche (Prunus serotina) und Eberesche (Sorbus aucuparia). Archiv für Forstwesen und Landschaftsökologie 45, 2011, S. 30–40.
- D. Overdieck, D. Ziche, R. Yu (2013): Gas exchange of Populus euphratica leaves in a riparian zone. Journal of Arid Land, 5(4): 531–541; DOI:10.1007/s40333-013-0178-7.